# Friedrich Witz
Friedrich Witz (geboren 30. März 1894 in Neuenburg; gestorben 1. Juli 1984  in Zürich) war ein Schweizer Journalist und Verleger.

## Leben
Friedrich Witz studierte ab 1912 Geschichte, Literatur und Geografie an der Universität Zürich und wurde dort 1920 mit einer Dissertation über den Beginn der freisinnigen Bewegung in der Schweiz im 19. Jahrhundert promoviert. Er war verheiratet mit der Sängerin Dora Wyss.
Ab 1921 arbeitete er als Journalist beim Aargauer Tagblatt und leitete von 1927 bis 1932 einen Kinobetrieb in Baden. 1930 bis 1940 war er Redaktor für Literatur bei der Zürcher Illustrierten und war 1941 als Redaktor bei der Gründung der Zeitschrift du dabei. Er ging dann 1942 bis 1944 als Lektor zum Morgarten Verlag. 
Als Redaktor entdeckte Witz den Schriftsteller Friedrich Glauser und publizierte dessen Kriminalromane als Fortsetzungsroman in der Zürcher Illustrierten. Mit Karl Hoenn gründete er 1943 den Artemis Verlag, in dem er eine Gesamtausgabe der Werke von Carl Spitteler und von Johann Wolfgang von Goethe herausgab, die Bibliothek der Alten Welt sowie Werke von Schweizer Schriftstellern. Er gab auch Anthologien heraus.
Witz verfasste Aufsätze zu den Themen Buchhandel und Verlagswesen. 
1951 erhielt er die Goetheplakette der Stadt Frankfurt am Main und 1984 vom Schweizer Buchhändler- und Verleger-Verband  den «Preis des Schweizer Buchhandels».

## Werke (Auswahl)
- Heinrich Nüscheler 1797–1831, Redaktor der Schweizerischen Monatschronik (1824–1830) und des Schweizerischen Beobachters (1828–1831) : Ein Beitrag zur Geschichte des schweizerischen Zeitungswesens in den Jahren des erwachenden Freisinns. Noske, Borna-Leipzig 1920 (= Diss. Zürich).
- Unter anderem. Aus den Tagebüchern. Artemis, Zürich 1964.
- mit Bruno Mariacher: Bestand und Versuch. Schweizer Schrifttum der Gegenwart. Artemis, Zürich 1964.
- Ich wurde gelebt. Erinnerungen eines Verlegers. Huber, Frauenfeld 1969.
- Was mich bewegt. Ex Libris, Zürich 1973.